# Sandıklı
Sandıklı est une ville et un district de la province d'Afyonkarahisar dans la région égéenne en Turquie.

## Histoire
Sandikli (en turc Sandıklı) est une ville turque de la province d'Afyonkarahisar connue pour ses thermales. Depuis plusieurs années la ville a pour site touristique important le "kaplıca" qui n'est autre que le lieu des sources thermales de la ville qui se trouve à environ 12km au sud. Ces 10 dernières années les sources thermales ont connu un bond d'investissement montant le nombre d'hôtels de 1 à 5.
Une partie de la population ayant immigré en Europe pendant les années 60, 70, 80, 90 retournent toujours dans la région pendant l'été ce qui est une autre source importante de revenu pour la ville et la population locale. Le "sanai", une zone artisanale et industrielle, est un lieu où l'on retrouve encore beaucoup d'artisans et différents prestataires de services.  